# Tropidophora michaudi
Tropidophora michaudi es una especie de molusco gasterópodo de la familia Pomatiasidae en el orden de los Mesogastropoda.

## Distribución geográfica
Es endémica de Mauricio.    